# تشارلي فيرنون
تشارلي فيرنون (بالإنجليزية: Charlie Vernon)‏ هو لاعب كرة القدم الغالية بريطاني، ولد في 1987 في أرماه في المملكة المتحدة.